# Франк Андерссон
Франк Ейвінд Стефан Андерссон (швед. Frank Öivind Stefan Andersson; нар. 9 травня 1956, Тролльгеттан, Вестра-Йоталанд — 9 вересня 2018, Стокгольм) — шведський борець вільного та греко-римського стилів, триразовий чемпіон та дворазовий срібний призер чемпіонатів світу, чотириразовий чемпіон та триразовий срібний призер чемпіонатів Європи, восьмиразовий чемпіон Північних чемпіонатів, срібний та бронзовий призер Кубків світу, бронзовий призер Олімпійських ігор у змаганнях з греко-римської боротьби, чемпіон Північного чемпіонату у змаганнях з вільної боротьби. Брав участь в трьох Олімпійських іграх в обох борцівських дисциплінах.

## Життєпис
Між 1976 і 1984 роками Франк Андерссон виграв чотири золоті медалі чемпіонату Європи, три золоті медалі чемпіонату світу та бронзову медаль Олімпіади в Лос-Анджелесі. Також на його рахунку золота медаль газети Svenska Dagbladet 1977 року.
В останні роки він брав участь у кількох телевізійних програмах, таких як «Let's Dance», «Kändishoppet» та «Master of the Masters».
Наприкінці серпня 2018 року Франк Андерссон був госпіталізований після проблем із серцем. 6 вересня йому зробили восьмигодинну операцію, під час якої йому підключили штучне серце. Помер 9 вересня в Каролінській університетській лікарні внаслідок важких ускладнень після операції.

## Спортивні результати на міжнародних змаганнях

### Виступи на Олімпіадах
| Змагання                    | Збірна | Вагова категорія                 | Місце                   |
| --------------------------- | ------ | -------------------------------- | ----------------------- |
| Літні Олімпійські ігри 1976 | Швеція | греко-римська боротьба, до 90 кг | 5                       |
| Літні Олімпійські ігри 1976 | Швеція | вільна боротьба, до 90 кг        | 7                       |
| Літні Олімпійські ігри 1980 | Швеція | греко-римська боротьба, до 90 кг | 4                       |
| Літні Олімпійські ігри 1980 | Швеція | вільна боротьба, до 100 кг       | знявся у другому раунді |
| Літні Олімпійські ігри 1984 | Швеція | греко-римська боротьба, до 90 кг | Бронза                  |
| Літні Олімпійські ігри 1984 | Швеція | вільна боротьба, до 90 кг        | вибув після 4 раунду    |

### Виступи на Чемпіонатах світу
| Змагання                        | Збірна | Вагова категорія                 | Місце  |
| ------------------------------- | ------ | -------------------------------- | ------ |
| Чемпіонат світу з боротьби 1977 | Швеція | греко-римська боротьба, до 90 кг | Золото |
| Чемпіонат світу з боротьби 1978 | Швеція | греко-римська боротьба, до 90 кг | Срібло |
| Чемпіонат світу з боротьби 1979 | Швеція | греко-римська боротьба, до 90 кг | Золото |
| Чемпіонат світу з боротьби 1981 | Швеція | греко-римська боротьба, до 90 кг | Срібло |
| Чемпіонат світу з боротьби 1982 | Швеція | греко-римська боротьба, до 90 кг | Золото |
| Чемпіонат світу з боротьби 1983 | Швеція | греко-римська боротьба, до 90 кг | 7      |
| Чемпіонат світу з боротьби 1985 | Швеція | греко-римська боротьба, до 90 кг | 6      |

### Виступи на Чемпіонатах Європи
| Змагання                         | Збірна | Вагова категорія                 | Місце  |
| -------------------------------- | ------ | -------------------------------- | ------ |
| Чемпіонат Європи з боротьби 1975 | Швеція | греко-римська боротьба, до 82 кг | 5      |
| Чемпіонат Європи з боротьби 1976 | Швеція | греко-римська боротьба, до 90 кг | Золото |
| Чемпіонат Європи з боротьби 1977 | Швеція | греко-римська боротьба, до 90 кг | Срібло |
| Чемпіонат Європи з боротьби 1978 | Швеція | греко-римська боротьба, до 90 кг | Золото |
| Чемпіонат Європи з боротьби 1979 | Швеція | греко-римська боротьба, до 90 кг | Золото |
| Чемпіонат Європи з боротьби 1980 | Швеція | греко-римська боротьба, до 90 кг | Срібло |
| Чемпіонат Європи з боротьби 1981 | Швеція | греко-римська боротьба, до 90 кг | Золото |
| Чемпіонат Європи з боротьби 1982 | Швеція | греко-римська боротьба, до 90 кг | Срібло |

### Виступи на Кубках світу
| Змагання                    | Збірна | Вагова категорія                  | Місце  |
| --------------------------- | ------ | --------------------------------- | ------ |
| Кубок світу з боротьби 1980 | Швеція | греко-римська боротьба, до 100 кг | Бронза |
| Кубок світу з боротьби 1985 | Швеція | греко-римська боротьба, до 90 кг  | Срібло |

### Виступи на Північних чемпіонатах
| Змагання                            | Збірна | Вагова категорія                  | Місце  |
| ----------------------------------- | ------ | --------------------------------- | ------ |
| Північний чемпіонат з боротьби 1975 | Швеція | греко-римська боротьба, до 82 кг  | Золото |
| Північний чемпіонат з боротьби 1976 | Швеція | греко-римська боротьба, до 90 кг  | Золото |
| Північний чемпіонат з боротьби 1977 | Швеція | вільна боротьба, до 90 кг         | Золото |
| Північний чемпіонат з боротьби 1977 | Швеція | греко-римська боротьба, до 90 кг  | Золото |
| Північний чемпіонат з боротьби 1980 | Швеція | греко-римська боротьба, до 100 кг | Золото |
| Північний чемпіонат з боротьби 1981 | Швеція | греко-римська боротьба, до 90 кг  | Золото |
| Північний чемпіонат з боротьби 1982 | Швеція | греко-римська боротьба, до 100 кг | Золото |
| Північний чемпіонат з боротьби 1983 | Швеція | греко-римська боротьба, до 90 кг  | Золото |
| Північний чемпіонат з боротьби 1984 | Швеція | греко-римська боротьба, до 100 кг | Золото |

### Виступи на інших змаганнях
| Змагання                           | Збірна | Вагова категорія                 | Місце |
| ---------------------------------- | ------ | -------------------------------- | ----- |
| Гран-прі Німеччини з боротьби 1975 | Швеція | греко-римська боротьба, до 82 кг | 4     |
| Гран-прі Німеччини з боротьби 1981 | Швеція | греко-римська боротьба, до 90 кг | 4     |

### Виступи на змаганнях молодших вікових груп
| Змагання                                          | Збірна | Вагова категорія                 | Місце  |
| ------------------------------------------------- | ------ | -------------------------------- | ------ |
| Північний чемпіонат з боротьби серед юніорів 1973 | Швеція | греко-римська боротьба, до 87 кг | Золото |
| Чемпіонат світу з боротьби серед юніорів 1975     | Швеція | греко-римська боротьба, до 82 кг | Золото |
| Чемпіонат світу з боротьби серед юніорів 1973     | Швеція | греко-римська боротьба, до 82 кг | Золото |
| Чемпіонат Європи з боротьби серед молоді 1974     | Швеція | греко-римська боротьба, до 82 кг | Золото |
| Чемпіонат Європи з боротьби серед молоді 1976     | Швеція | греко-римська боротьба, до 90 кг | Срібло |